# Euophrys wanyan
Euophrys wanyan is een spinnensoort in de taxonomische indeling van de springspinnen (Salticidae).
Het dier behoort tot het geslacht Euophrys. De wetenschappelijke naam van de soort werd voor het eerst geldig gepubliceerd in 1996 door Berry, Joseph A. Beatty & Jerzy Prószyński.